# 2033 (película)
2033 o 2033: La ilusión de un futuro mejor (también conocida como 2033: Future Apocalypse en Estados Unidos) es una película mexicana distópica de 2009, protagonizada por Claudio Lafarga, Sandra Echeverría y Raúl Méndez. La película fue estrenada el 24 de septiembre de 2009 en el Fantastisk Film Festival de Lund, Suecia; mientras que se estrenó en cines mexicanos el 5 de febrero de 2010 y el 1 de mayo de 2010 en el Sci-Fi London Film Festival, Reino Unido. Fue el debut como director Francisco Laresgoiti.
A propósito del título, Laresgoiti dijo que en un inicio pensaba llamarla VCR 2026 (Viva Cristo Rey 2026), siendo  ¡Viva Cristo Rey! el lema de los Cristeros, y el 2026 el primer centenario del inicio de la Guerra Cristera, haciendo alusión con ello a la ideología de la cinta, pero decidió usar el año 2033, ya que se referiría, míticamente, al aniversario número 2000 de la "crucifixión de Jesucristo".  La intención original era hacer una trilogía, pero las dos secuelas aún no han sido escritas.
Fue producida por La Casa de Cine y es la primera cinta de ciencia ficción mexicana de dicha productora.

## Argumento
La historia se desarrolla en un futuro distópico, en 2033 en la Ciudad de México, renombrada Villaparaíso en la película. El país está gobernado por un sistema totalitario que ha suprimido los cultos, y distribuye una bebida nutriente llamada Pactia a la población de clase trabajadora, bebida que contiene una droga llamada treptanol, que en realidad es una herramienta de condicionamiento de masas, así como altamente adictiva.
El gobernante de México, conocido solamente como Pec (Alonso Echánove), tiene como subordinado al general Jamaro (José Carlos Rodríguez), quien a su vez tiene a un hijo adoptivo llamado Pablo (Claudio Lafarga), un joven irresponsable y malcriado.
Pablo tiene un empleo en un puesto clave para el gobierno y además de su padre adoptivo, el resto de su familia está conformada por su madre, la cual mantiene bajo sedantes al abuelo de Pablo, un anciano que habla constantemente de Dios e insiste que el padre biológico del joven aún está vivo. Una de las actividades favoritas de Pablo es viajar en helicóptero con sus amigos a las partes más marginadas de la ciudad, en donde, a manera de deporte, cazan indigentes.
La vida de Pablo discurre entre estas actividades y su trabajo, en donde conoce a un enigmático compañero, el licenciado Miguel Lozada (Marco Treviño) abogado que, en su brazo, tiene tatuado una especie de Ichtus, y también con la presencia de Lucía (Sandra Echeverría), una chica perteneciente a una célula subversiva.
Tras la muerte de su abuelo y las revelaciones que este le hace, Pablo se acerca más a Miguel, quien resulta ser el líder de un movimiento revolucionario. Es un sacerdote de una religión que aparenta ser la fusión de varios cultos (sincrética), pero más enfocada al cristianismo, una especie de teología de la libertad que quiere quitarle el yugo al pueblo de un gobierno dictador.
Pablo, improvisadamente, se ve sumido en el movimiento revolucionario liderado por Miguel, y al cual también pertenece Lucía, quien comienza repentinamente una relación amorosa con Pablo.
Dentro del movimiento, Pablo descubre que su verdadero padre es un hombre conocido como Goros (Raúl Méndez), un disidente del régimen antes de que este se instaurara, y que está congelado junto con otros líderes políticos y revolucionarios, en una especie de prisión criogénica (similar a la película Demolition Man). Con la influencia que tiene gracias a su trabajo, Pablo consigue que los rebeldes liberen a Goros, y el movimiento cuenta de nuevo con su líder.
El siguiente plan de la rebelión es atacar Pharmax, la empresa que produce el treptanol, pero el plan es aplastado por las fuerzas de seguridad, y tanto Miguel como Lucía son atrapados, y poco tiempo después rescatados por Pablo, quien se disfraza de militar.
Miguel, entonces, pide a Pablo que busque en una biblioteca secreta (pues los libros están prohibidos, tal como en la novela Fahrenheit 451 de Ray Bradbury) un diario con la ubicación de todos los campamentos rebeldes. En la búsqueda, la biblioteca es emboscada por las fuerzas de Jamaro; Pablo y Lucía logran escapar de la destrucción de la biblioteca, pero son recapturados por el general Jamaro, quien hiere de muerte a la chica, y ordena a un chofer que se lleve a Pablo. A cierta distancia, el chofer le revela a Pablo que es miembro de la rebelión, y lo deja escapar.
Pablo regresa al cuartel de la rebelión, donde se reúne con Goros; la milicia llega a destruir el lugar, pero ellos logran escapar, no sin antes colocar cargas explosivas en el cuartel, para evitar ser capturados.
Padre e hijo deciden refugiarse en las zonas marginales, dejando la escena final en pie para una secuela.

## Producción
Los carteles que publicitaban la película tenían en el centro una fotografía de la Torre Latinoamericana rodeada por una especie de arco futurista, el cual resulta ser una manipulación digital bastante notoria del edificio 30 St Mary Axe, más conocido como "El Pepinillo", del arquitecto Norman Foster.
Previo al estreno, las maquetas, utilería y vestuario utilizados en la filmación de la película, fueron exhibidos en el vestíbulo de la Facultad de Arquitectura de la UNAM y en el área de exposiciones de la estación del metro Copilco de la Ciudad de México, todo esto a manera de estrategia publicitaria.
Los efectos especiales se utilizaron sobre todo para las tomas generales de la ciudad, y combinaron técnicas tradicionales (maquetas) con imágenes generadas por computadora (CGI); por ejemplo, la Torre Insignia de Banobras aparece como una combinación de dos volúmenes triangulares, apoyándose uno sobre el vértice superior del original.

## Reparto
| Actor                 | Personaje    |
| --------------------- | ------------ |
| Claudio Lafarga       | Pablo        |
| Sandra Echeverría     | Lucía        |
| Raúl Méndez           | Goros        |
| Luis Ernesto Franco   | Milo         |
| José Carlos Rodríguez | Gral. Jamaro |
| Miguel Couturier      | Dr. Stam     |
| Alonso Echánove       | Pec          |
| Marco Antonio Treviño | Padre Miguel |
| Ariane Pellicer       | Marta        |

Se esperaba contar para el papel protagónico con Kuno Becker quien, por falta de tiempo, tuvo que declinar.

## Alusiones históricas
La película contiene algunas referencias a personajes de orientación socialista en el pasado de México: primero, la pintura en el comedor del general Benavides es un trabajo del muralista  David Alfaro Siqueiros, un bien conocido miembro del Partido Popular Socialista (PPS); el nombre del gobernante tirano, Pec, forma las iniciales de Plutarco Elías Calles, un presidente que, de hecho, trató de prohibir los cultos y con ello causó la Guerra Cristera. El nombre del personaje Goros hace referencia a Enrique Gorostieta Velarde, líder y estratega militar que logró unificar a las distintas facciones cristeras. Finalmente, el nombre del líder de la rebelión, Padre Miguel, es una referencia a Miguel Agustín Pro, un sacerdote rebelde que fue fusilado durante la Guerra Cristera y décadas después canonizado por Juan Pablo II. Es decir, las figuras antagónicas están relacionadas con el gobierno y el pensar socialista, y las figuras protagónicas lo están con la religión, particularmente con la simbología cristiana.

## Recepción y crítica
En el sitio web Rotten Tomatoes, la película cuenta con una aprobación del 14%.
Otras críticas para el filme son de diferente índole. Newcity recomendó la película mientras le daba una calificación de "B-", de acuerdo a sus criterios  El crítico del Time Out Chicago, Kevin B. Lee llamó a la película "Un thriller distópico mexicano que enfatiza el estado de ánimo a costa de los personajes" y que "las provocaciones políticas en el guion lo colapsan en un suspenso genérico de telenovela"
En algunos sitios web dedicados a crítica aficionada de cine, la recepción es generalmente negativa, aludiendo a la trama, la cual no se considera sólida, el pobre desarrollo de los personajes, y la carencia de cohesión en el argumento, así como los supuestos intereses tras el filme, a saber, mostrar una versión futurista del movimiento cristero desde el punto de vista de la Iglesia Católica mexicana. También se señala el aparente hecho de que gran parte del presupuesto fue destinado a efectos especiales, en vez de utilizarlo para un mejor guion o argumento.
La película, realizada con un presupuesto de 2 millones de dólares, consiguió recaudar solamente $1 940 993.79USD.